# Henry Cohen (numismaticus)
Henry Cohen (Amsterdam, 21 april 1806 – Bry-sur-Marne, 17 mei 1880) was een Frans numismaticus, biografist en componist van Nederlandse komaf.

## Numismatiek
Hij was expert op het gebied van Romeinse munten. In die hoedanigheid was hij dan ook werkzaam bij het Muntencabinet (Cabinet des Médailles) van de Bibliothèque nationale de France. 

### Boekwerken
In de categorie numismatiek verschenen een aantal boekwerken van zijn hand:
- Description générale des monnaies de la république romaine, communément appelées médailles consulaires. Parijs 1857.
- Description historique des monnaies frappées sous l’empire romain, communément appelées médailles impériales. 7 delen, Parijs 1859–1868.
- Liste des médaillons et des médailles d’or qui ont été volées en 1831 au Cabinet des médailles et qui n’ont pas encore été remplacées jusqu’à ce jour. Parijs 1863.
- Guide de l’amateur de livres à vignettes du XVIIIe siècle. Parijs 1870.
- Inventaire des médailles romaines d’or et d’argent. Parijs 1874.
- Guide de l’acheteur de médailles romaines et byzantines, ou Tableau du prix des médailles romaines et byzantines dans tous les métaux. Parijs 1876.
- Inventaire de la collection des monnaies de la République romaine léguée à la Bibliothèque nationale par M. le baron d’Ailly. Parijs 1877–1879.
- Description historique des monnaies frappées sous l’empire romain. 2. Auflage, 8 Bände, Parijs 1880–1892.

## Muziek
Al in zijn jeugd trok de familie naar Parijs. Hij kreeg daar zijn muzikale opleiding van François Lays en Félix Pellegrini (zang) en Anton Reicha (compositieleer) aan het Conservatoire national supérieur de musique et de danse de Paris. In 1832 was hij in Italië te vinden en woonde enige tijd in Napels. Daar werd dan ook zijn eerste opera L'impegnatrice uitgevoerd. In 1834 ging hij terug naar Parijs, alwaar hij als zanger optrad. Hij componeerde daar enkele romances. In 1838 was hij terug in Napels met zijn opera L’avviso ai maritati. Dit keer bleef hij er opnieuw niet lang, want in 1839 gaf hij zanglessen, alweer in Parijs. In 1847 verscheen van zijn hand Marguerite et Faust, een poeme lyrique. Het werd uitgevoerd in het Conservatorium van Parijs. Hector Berlioz gaf ooit in Londen leiding aan zijn Le moine. Hij gaf enige tijd leiding aan het Conservatorium van Parijs, afdeling Rijsel.

## Werken

### Muziek
- L’impegnatrice. Napels 1834.
- Aviso ai maritati. Napels 1839.
- Marguerite et Faust. Parijs 1846
- Le Moine. Londen 1851, Première door Hector Berlioz.

### Geschriften
- Traité d’harmonie pratique. Parijs 1841.
- Traité elementaire et facile de contrepoint et de fugue
- Les principes de la musique.
- La musique apprise en 12 leçons.

- Biblioteca Nacional de España: XX1649551
- Bibliothèque nationale de France: cb12308352z (data)
- CiNii: DA1128441X
- Gemeinsame Normdatei: 101388152
- International Standard Name Identifier: 0000 0001 1561 2753
- Library of Congress Control Number: n86082640
- MusicBrainz: 7b319fee-c323-40ca-b422-ae0b4012bc43
- Nationale Bibliotheek van Tsjechië: jx20121106005
- Nationale Bibliotheek van Israël: 987007280963105171
- Nationale en Universitaire bibliotheek Zagreb: 000328431
- Nederlandse Thesaurus van Auteursnamen: 068328605
- Réseau des bibliothèques de Suisse occidentale: 02-A000037347
- LIBRIS: 181954
- SNAC: w68k9vx1
- Système universitaire de documentation: 031964192
- Virtual International Authority File: 17589189
- WorldCat: E39PBJgHhGPd9jfRd8hvbpyjmd